# Champagne-Mouton
Champagne-Mouton è un comune francese di 997 abitanti situato nel dipartimento della Charente, nella regione della Nuova Aquitania.

## Società

### Evoluzione demografica
Abitanti censiti